# Колумбийское ледниковое поле
Колумбийское ледниковое поле (англ. Columbia Icefield) — крупнейшее ледниковое поле в Скалистых горах Северной Америки. Расположено в канадских скалистых горах на континентальном водоразделе на границе между канадскими провинциями Британская Колумбия и Альберта. Ледниковое поле лежит частично в северо-западной части Национального парка Банф и частично в южной части Национального парка Джаспер.
Колумбийское ледниковое поле было сформировано во время Великого оледенения или периода Иллинойс (от 238 000 до 126 000 до н. э.).

## Ледники

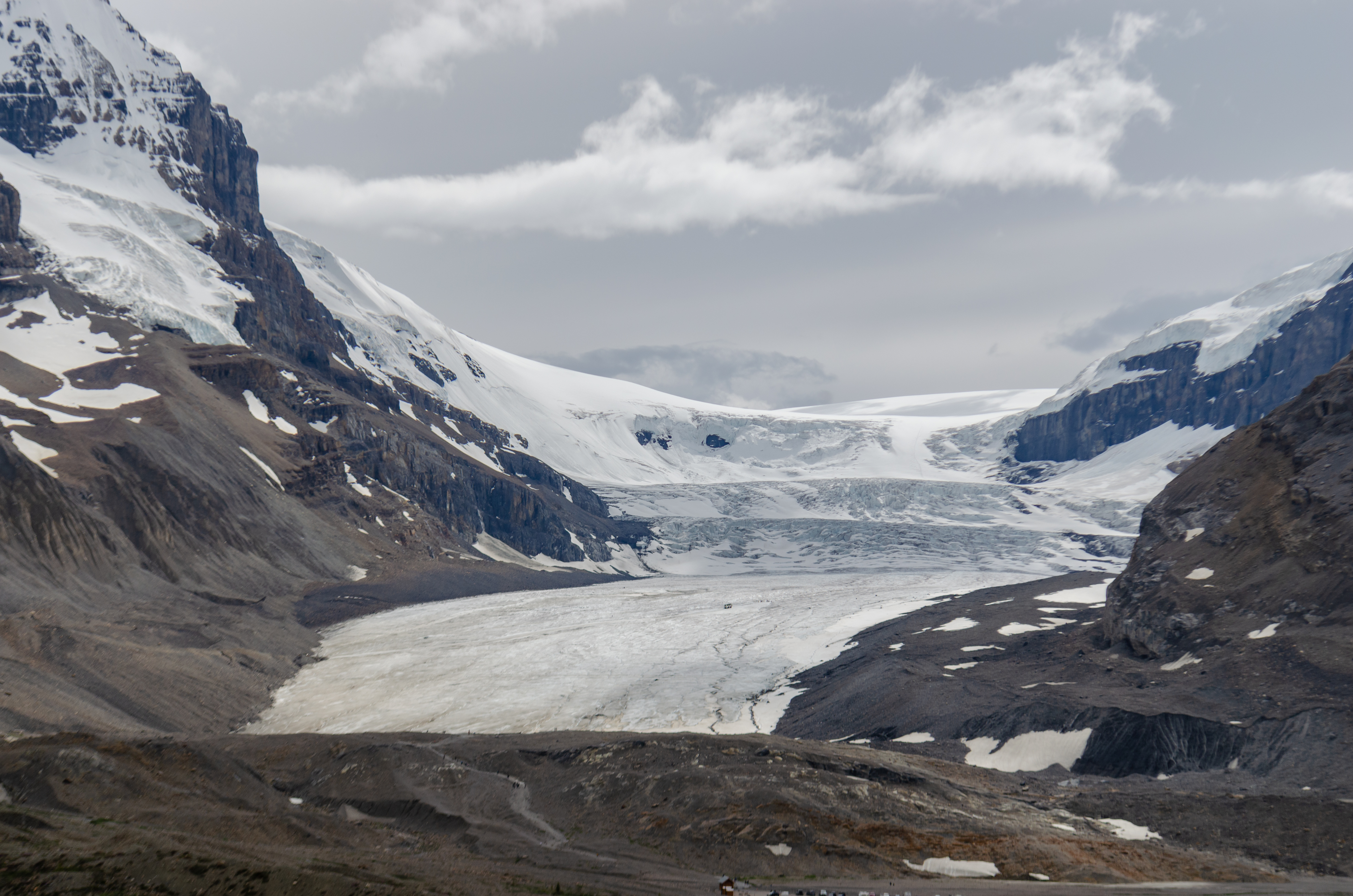
ледник Атабаска

Ледниковое поле включает в себя шесть больших ледников, в том числе:
- ледник Атабаска
- ледник Каслгард[нидерл.]
- ледник Колумбия[нем.]
- ледник Дом[нидерл.]
- ледник Статфилд[нидерл.]
- ледник Саскачеван